# آرزو تن سایان
آرزو تن سایان (انگلیسی: Arzu Tan Sayan؛ متولد ۱۹۷۳ در آرزو تن) تکواندوکار بازنشسته زن ترک و قهرمان سابق جهان است که در وزن زیر ۴۷ کیلوگرم رقابت می‌کرد و در حال حاضر به عنوان مربی فعالیت می‌کند.
آرزو تن در سال ۱۹۷۳ در استانبول، ترکیه متولد شد. وی در طول تمرینات خود از خواهر بزرگتر خود، زلیحان، قهرمان تکواندوی جهان تأثیر پذیرفت. او از ۹ سالگی تمرین تکواندو را شروع کرد. عموی ناتنی و مربی او فاهرتین یلدیز مهمترین عامل در شکل‌گیری بعدی او بود.
وی در سال ۱۹۹۶ با یاووز سایان، یک تکواندوکار جوان ازدواج کرد و در سال ۱۹۹۷ پسری به نام یونس امره به دنیا آورد. پسرش که هم تکواندو تمرین می‌کند و هم هندبال بازی می‌کند، در راه تبدیل شدن به یک ورزشکار موفق است.